# 罗更前
罗更前（1950年7月—2024年7月31日），男，汉族，福建闽侯人，中国记者、体育摄影家，中国摄影家协会原副主席、顾问，北京电影学院摄影学院客座教授。